# 磐椅神社
磐椅神社（いわはしじんじゃ）は福島県猪苗代町の神社。旧社格は県社。

## 概要
式内社として格式が高い神社で、郡内一の大社であったと伝わる。神社の名は、磐梯山の古名「磐椅山（いわはしやま）」に由来し、神体山崇拝の歴史を現在に伝えている。境内には、村上天皇の時代、勅旨が参拝の折に京都から移植したと伝わる大鹿桜（会津五桜の一つ）がある。土津神社は末社とされる。

## 祭神
- 大山祇命
- 埴山姫命

## 歴史
応神天皇のとき、武内宿禰が磐椅山の山頂に祭神を祀る。その後、聖武天皇のときに、現在地に移る。